# マーク・アイシャム
マーク・アイシャム（Mark Isham、1951年9月7日 - ）は、アメリカ合衆国のミュージシャンでトランペット奏者、シンセサイザー奏者。ニューヨーク出身。
父は音楽の教師、母はバイオリニストという音楽一家に生まれた。ウィンダム・ヒルやECMに参加したり、ローリング・ストーンズ、ヴァン・モリソン、ジョニ・ミッチェル、デヴィッド・シルヴィアン、デヴィッド・トーンのアルバムに参加したりしているが、映画音楽が本領である。
1990年にはグラミー賞を受賞している。

## ディスコグラフィ

### スタジオ・アルバム & コンピレーション・アルバム
- 『ヴェイパー・ドローイングス』 - Vapor Drawings（1983年）
- 『フィルム・ミュージック』 - Film Music（1985年）※映画『燃えつきるまで』サウンドトラック
- 『ウィー・ビギン』 - We Begin（1987年）※with アート・ランディ
- 『カスタリア』 - Castalia（1988年）
- 『チベット幻想』 - Tibet（1989年）※サウンドトラック
- 『幻想秘夜』 - Mark Isham（1990年）
- 『子供たちが教えてくれた…』 - Songs My Children Taught Me（1991年）※下記「ラビット・イヤーズ」初期4作品の音楽のみ
- Blue Sun（1995年）
- Mark Isham: A Windham Hill Retrospective（1998年）
- 『マイルス・リメンバード:サイレント・ウェイ・プロジェクト』 - Miles Remembered: The Silent Way Project（1999年）
- Bittersweet（2009年）※with ケイト・セベラーノ
- The Longest Ride (Original Score Album)（2015年）

### ラビット・イヤーズ・ストーリーブック・クラシック
- 『錫の兵隊』 - The Steadfast Tin Soldier（1987年）※『しっかり者のスズの兵隊』 語り手 : ジェレミー・アイアンズ
- 『うぐいす』 - The Emperor and the Nightingale（1988年）※『うぐいす』 語り手 : グレン・クローズ
- 『おやゆびひめ』 - Thumbelina（1989年）※『親指姫』 語り手 : ケリー・マクギリス
- 『裸の王様』 - The Emperor's New Clothes（1990年）※『裸の王様』 語り手 : ジョン・ギールグッド
- 『猫を描いた少年』 - The Boy Who Drew Cats（1992年）※『猫を描いた少年』 語り手 : ウィリアム・ハート
- The Firebird（1994年）※『火の鳥』 語り手 : スーザン・サランドン

### その他
- Hymn of Asia: L. Ron Hubbard（2000年）※Instrument Orchestration and Choral Arrangements
- Theme to the United States Army's Army Strong campaign[1]（2006年）
- Human the Death Dance（2007年）※by Sage Francis (Production on "Good Fashion" and "Water Line")
- Dallas et Kate（2009年）※with ケイト・セベラーノ

### 参加アルバム
グループ87
- 『グループ87』 - Group 87（1980年、Columbia Records）
- A Career in Dada Processing（1984年、Capitol Records）

アート・ランディ
- 『ルビサ・パトロール』 - Rubisa Patrol（1976年、ECM）
- Desert Marauders（1978年、ECM）

ファラオ・サンダース
- 『ジャーニー・トゥ・ザ・ワン』 - Journey to the One（1980年、Theresa）

ヴァン・モリソン
- 『コモン・ワン』 - Common One（1980年、Mercury）
- 『ライヴ・アット・グランド・オペラ・ハウス・ベルファスト』 - Live at the Grand Opera House Belfast（1984年、Mercury）

デヴィッド・トーン
- 『クラウド・アバウト・マーキュリー』 - Cloud About Mercury（1987年、ECM）

## サウンドトラック参加作品

### 映画
- 『ネバー・クライ・ウルフ』 - Never Cry Wolf（1983年）
- 『ヒッチャー』 - The Hitcher（1986年）
- 『モダーンズ』 - The Moderns（1988年）
- 『運命の逆転』 - Reversal of Fortune（1990年）
- 『リトルマン・テイト』 - Little Man Tate（1991年）
- 『ビリー・バスゲイト』 - Billy Bathgate（1991年）
- 『クール・ワールド』 - Cool World（1992年）
- 『リバー・ランズ・スルー・イット』 - A River Runs Through It（1992年）
- 『二十日鼠と人間』 - Of Mice and Men（1992年）
- 『ショート・カッツ』 - Short Cuts（1993年）
- 『蜘蛛女』 - Romeo Is Bleeding（1993年）
- 『ボディ・ターゲット』 - Nowhere to Run（1993年）
- 『メイド・イン・アメリカ』 - Made in America（1993年）
- 『ゲッタウェイ』 - The Getaway（1994年）
- 『ミセス・パーカー/ジャズエイジの華』 - Mrs. Parker and the Vicious Circle（1994年）
- 『クイズ・ショウ』 - Quiz Show（1994年）
- 『ネル』 - Nell（1994年）
- 『マイアミ・ラプソディー』 - Miami Rhapsody（1995年）
- 『ホーム・フォー・ザ・ホリデイ』 - Home for the Holidays（1995年）
- 『グース』 - Fly Away Home（1996年）
- 『ラストダンス』 - Last Dance（1996年）
- 『コレクター』 - Kiss the Girls（1997年）
- 『NY検事局』 - Night Falls on Manhattan（1997年）
- 『ブレイド』 - Blade（1998年）
- 『バーシティ・ブルース』 - Varsity Blues（1999年）
- 『ブレックファースト・オブ・チャンピオンズ』 - Breakfast of Champions（1999）
- 『遠い空の向こうに』 - October Sky（1999年）
- 『英雄の条件』 - Rules of Engagement（2000年）
- 『セイブ・ザ・ラストダンス』 - Save the Last Dance（2001年）
- 『海辺の家』 - Life as a House（2001年）
- 『陽だまりのグラウンド』 - Hard Ball（2001年）
- 『サウンド・オブ・サイレンス』 - Don't Say a Word（2001年）
- 『マジェスティック』 - The Majestic（2001年）
- 『クローン』 - Impostor（2001年）
- 『ムーンライト・マイル』 - Moonlight Mile（2002年）
- 『クラッシュ』 - Crash（2004年）
- 『イン・ハー・シューズ』 - In Her Shoes（2005年）
- 『南極物語』 - Eight Below（2006年）
- 『ボビー』 - Bobby（2006年）
- 『ブラック・ダリア』 - The Black Dahlia（2006年）
- 『フリーダム・ライターズ』 - Freedom Writers（2007年）
- 『告発のとき』 - In the Valley of Elah（2007年）
- 『大いなる陰謀』 - Lions for Lambs（2007年）
- 『ミスト』 - The Mist（2007年）
- 『帰らない日々』 - Reservation Road（2007年）
- 『正義のゆくえ I.C.E.特別捜査官』 - Crossing Over（2009年）
- 『声をかくす人』 - The Conspirator（2010年）
- 『ウォーリアー』 - Warrior（2011年）
- 『42 〜世界を変えた男〜』 - 42（2013年）
- 『ロンゲスト・ライド』 - The Longest Ride（2015年）
- 『ザ・コンサルタント』 - The Accountant（2016年）
- 『ファミリー・マン ある父の決断』 - A Family Man（2016年）
- 『ビルとテッドの時空旅行 音楽で世界を救え!』 - Bill & Ted Face the Music（2020年）
- 『ファイナル・プラン』 - Honest Thief（2020年）
- 『ユダ&ブラック・メシア』 - Judas and the Black Messiah（2021年）
- 『マッシブ・タレント』 - The Unbearable Weight of Massive Talent（2022年）

### テレビドラマ
- 金曜ドラマシアター『実録犯罪史シリーズ 金（キム）の戦争』（1991年、フジテレビ）
- 『シカゴ・ホープ』 - Chicago Hope（1994年 - 2000年）
- 『ワンス・アポン・ア・タイム』 - Once Upon a Time（2011年 - ）
- 『ワンス・アポン・ア・タイム・イン・ワンダーランド』 - Once Upon a Time in Wonderland（2013年）
- ザ・ネバーズ The Nevers（2021年 - ）